# 정의고을 전통민속재현축제
정의고을 전통민속재현축제는 제주특별자치도 서귀포시에서 개최하는 축전이다.